# Diurno

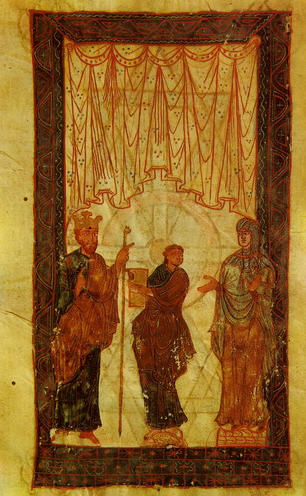
Libro de Horas de Fernando I y Sancha

Diurno o diurnal es un libro de oficio canónico que agrupa las horas canónicas según la existencia de la iluminación del sol, es decir, corresponde a las horas canónicas que se producen en la parte diurna del día.
Se fundamentan en la Liturgia de las Horas, siendo un compendio del anterior. Las horas canónicas que pertenecen al diurnal son:
- Maitines, al amanecer;
- Laudes, al despertar;
- Vísperas, por la tarde, al declinar el sol;
- Completas, al acostarse;

Existe una hora intermedia, que reúne en un solo rezo a los correspondientes a tercia (9 h), sexta (12 h) y nona (15 h). 